# 22153 Кетбарнгарт
22153 Кетбарнгарт (22153 Kathbarnhart) — астероїд головного поясу, відкритий 21 листопада 2000 року.
Тіссеранів параметр щодо Юпітера — 3,442.